# 鹿児島県道369号西出水停車場線
鹿児島県道369号西出水停車場線（かごしまけんどう369ごう にしいずみていしゃじょうせん）は、鹿児島県出水市を通る一般県道である。

## 概要

### 路線データ
- 起点：鹿児島県出水市西出水町（肥薩おれんじ鉄道 西出水駅前）
- 終点：鹿児島県出水市向江町（国道328号交点、鹿児島県道374号出水高尾野線上）

## 路線状況

### 重複区間
- 鹿児島県道374号出水高尾野線（出水市西出水町・西出水駅入口交差点 - 出水市向江町（終点））

## 地理

### 通過する自治体
- 出水市

### 交差する道路
| 交差する道路                                       | 交差する場所 | 交差する場所       |
| -------------------------------------------------- | ------------ | ------------------ |
| 鹿児島県道374号出水高尾野線 重複区間起点           | 西出水町     | 西出水駅入口交差点 |
| 国道328号 鹿児島県道374号出水高尾野線 重複区間終点 | 向江町       | 終点               |

### 沿線
- 肥薩おれんじ鉄道 西出水駅
- ファミリーマート出水高校前店
- 鹿児島県立出水高等学校
- 鹿児島県立出水工業高等学校
- 私立出水中央高等学校
- 出水市立西出水小学校
- 出水市立西出水小学校附属紫翠幼稚園
- スーパードラッグコスモス西出水店
- コープかごしま出水店
- エーコープ西いずみ店
- Honda Cars 出水出水店